# 최수강
최수강(崔壽崗)은 조선 후기의 무신, 군인이다. 영조와는 외사촌이다. 무과에 급제하여 훈련도감 초관(訓鍊都監哨官), 맹산현감, 겸사복 등을 역임하였고 말년의 관직은 통훈대부이다. 본관은 해주이다. 아버지는 만호 최후이고, 어머니는 순흥 안씨(順興安氏)로 통정대부 안준영(安俊榮)의 딸이다. 최효원은 그의 조부였다.

## 생애
무과에 급제하여 관직에 나갔으며 1726년(영조 2년) 훈련도감 초관으로 궐문을 지키는 일을 맡았다. 그 해 7월 9일 홍화문(弘化門)에서 재직 중 중병에 걸려 나학천(羅學川)에 의해 병조에 보고되어 면직되었다. 8월 9일 갑자기 서학(暑瘧)에 걸려 병세가 심해 일을 볼 수 없었으므로 정택하(鄭宅河)가 병조에 보고하여 영조에게까지 올라갔으며, 면직되었다.
1749년(영조 25년) 12월 21일 영조의 특명으로 아들 최진해와 함께 벼슬을 받았다. 이후 지방관으로 부임하여 맹산현감을 지내기도 했다. 1794년(정조 18년) 1월 19일 겸사복을 지냈다.

### 사후
사후 가선대부 병조참판 겸 훈련원 도정에 추증되었다. 묘소는 조부모인 최효원과 남양 홍씨 내외의 묘소, 경기도 양주군 신혈면 진관리(현 서울특별시 은평구 진관동 산 85번지)에 안장되었다.

## 가족 관계
- 증조부: 최태일(崔泰逸)
- 조부: 최효원
- 조모: 남양 홍씨
  - 고모: 숙빈 최씨, 숙종의 후궁
- 아버지: 최후(崔垕)
- 어머니: 안준영(安俊榮)의 딸
- 부인: 무겸선전관(武兼宣傳官) 김희윤(金熙潤)의 딸
  - 아들: 최진해(崔鎭海)
  - 아들: 최진형(崔鎭衡)